# 総統官邸

総統官邸（そうとうかんてい）、または首相官邸（しゅしょうかんてい）(独: Reichskanzlei、英: Reich Chancellery）は、ベルリンの中央省庁の建ち並ぶヴィルヘルム街に設けられていた、ドイツ帝国以降のドイツ国首相が官邸として使用した建物。ナチス・ドイツの総統アドルフ・ヒトラーが官邸として使用したため、以降は「総統官邸」と邦訳される。
現在総統官邸といわれるものは、ヴィルヘルム街77番地にあった首相官邸本館、78番地にあった官邸の拡張部分、ヴィルヘルム街と直角に交わるフォス街に延びていた総統官邸新館（フォス街1-19番地）の三つの建物の総称である。
ヴィルヘルム街沿いには外務省、法務省、財務省、国民啓蒙・宣伝省、航空省（現在は連邦政府の財務省）等、ドイツ国政府の中央官庁があった。さらに南のプリンツ・アルブレヒト通り（現在のニーダーキルヒナー通り）には、ゲシュタポの本部もある。

## 歴史

### 首相官邸
18世紀から19世紀にかけて、ヴィルヘルム街沿いには貴族や軍人の宮殿のような邸宅が立ち並んだが、これらは19世紀にはプロイセン王国政府やドイツ帝国政府の中央官庁や大臣官邸として買い上げられ、一帯は官庁街となった。ヴィルヘルム街77番地の建物は、1739年に建てられたロココ様式の邸宅で、シューレンブルク宮殿（Palais Schulenburg）とも、アントニ・ヘンリク・ラジヴィウ公が購入して住んだことからラジヴィウ宮殿（Palais Radziwill）とも呼ばれた。首相官邸の起源は、1878年に初代統一ドイツの首相ビスマルクがヴィルヘルム街77番地の建物をドイツ国首相宮殿（Reichskanzlerpalais）として使用したことに遡る。ビスマルクは後に名称を Reichskanzlerpalais から Reichskanzlei（首相官邸、または宰相官邸）へと変更している。
ヴァイマル共和政期にも首相官邸として用いられた。また大統領はヴィルヘルム街73番地のドイツ国大統領宮殿に居住した。1930年には首相官邸は南隣りのヴィルヘルム街78番地にまで増築された。

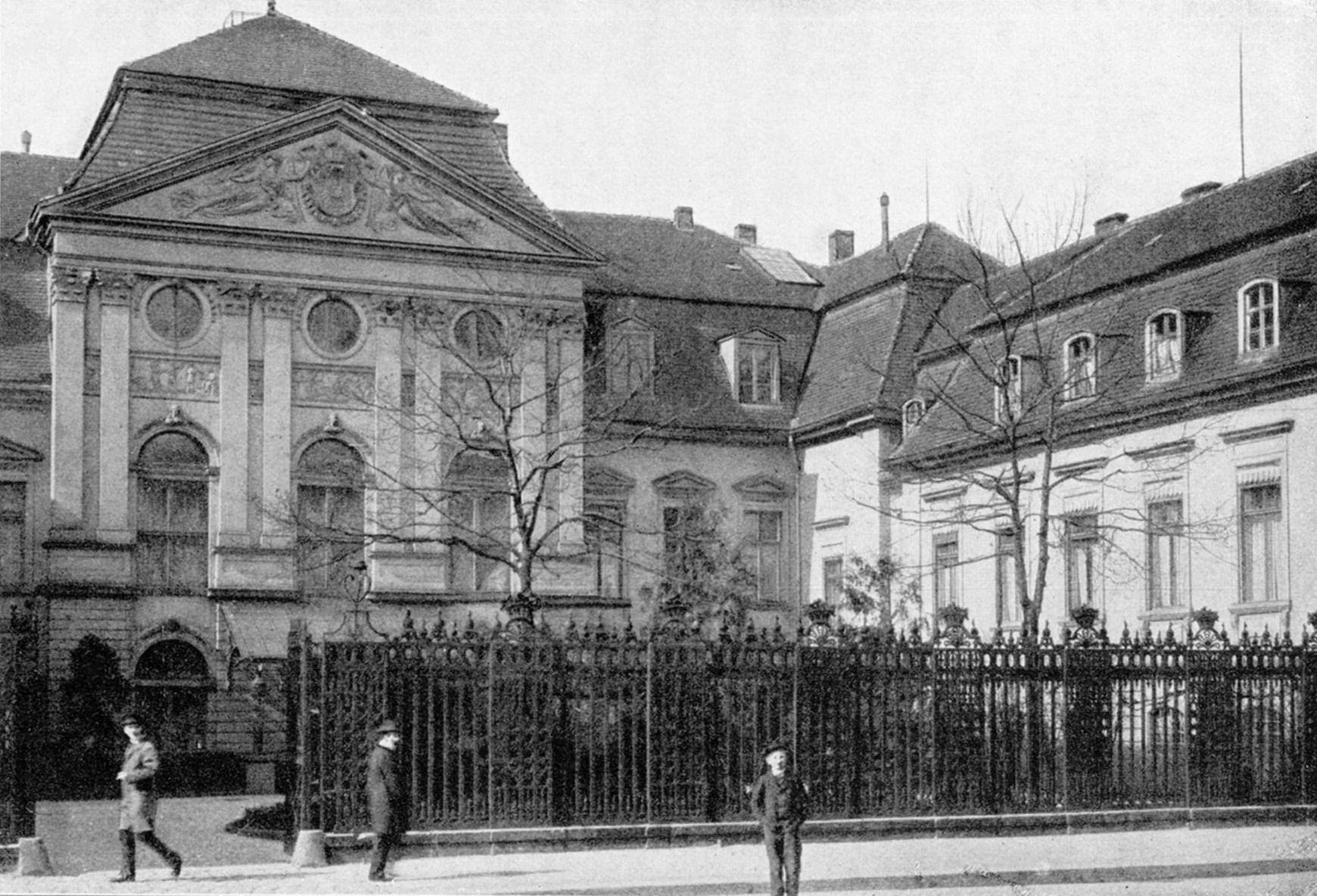
ヴィルヘルム街77番地のドイツ首相官邸（1895年頃）
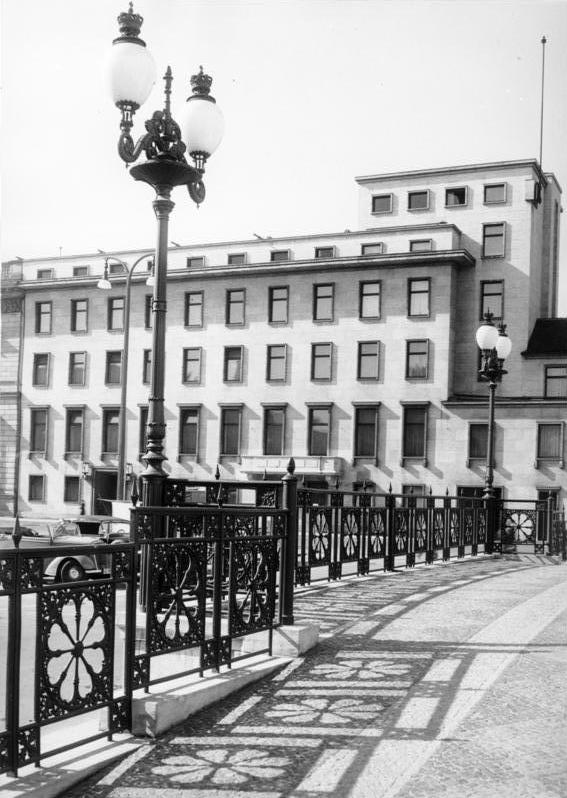
1930年に増築されたヴィルヘルム街78番地の官邸新館

### 総統官邸
1934年8月にヒンデンブルク大統領が死去すると、首相職（政府首班）と大統領職を統合した上で、大統領の権能は「指導者及び首相（Führer und Reichskanzler）であるアドルフ・ヒトラー個人」に移譲された。これ以降、ヒトラーの地位は日本では一般に「総統」と呼ばれるようになり、ナチズム期における「Reichskanzlei」 の訳語として「総統官邸」も用いられるようになった。ドイツ国大統領宮殿は存続し、オットー・マイスナーをトップとする大統領官房が引き続き置かれたものの、ヒトラーはあまり利用しなかった。
1935年、ヒトラーは官邸を改造、二階に居住用の私室を設け、外務省に隣接する庭園に国賓等の接遇のために200名収容可能なレセプション・ホールを新築させ、同時に地下に地下壕を設けさせた。当時はドイツでは防空法なる法律があり、新築の際に防空壕を設置することは特別なことではなかった。また、1930年の増築部分である78番地の建物を彼は気に入らなかった。「まるで百貨店、あるいは消防署のような無味乾燥なファサードである」と酷評していた。
1938年には官邸前に総統の姿を見たいと集まる市民に答えるためにお気に入りの建築家 アルベルト・シュペーア（後の軍需大臣）に命じて総統バルコニー (Führerbalkon) を作らせた。

### 新官邸

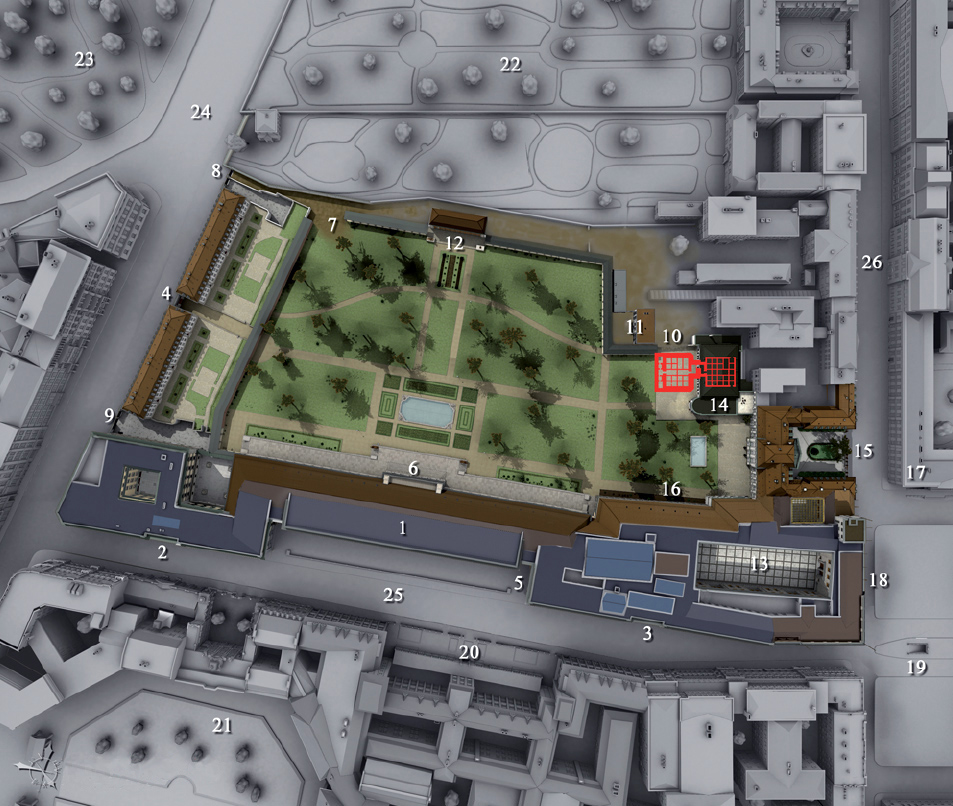
新総統官邸の空中俯瞰図
_{ 2.新総統官邸 3.大統領府 6.庭園側玄関 7.総統地下壕への入口 9.車両出入口 10.総統地下壕 12.温室 13.「栄誉の中庭」 15.旧首相官邸 16.食堂 18.1930年に増築された旧首相官邸}

1939年にはシュペーアが設計した新館が完成した。これは78番地の既存の総統官邸に連続してヴィルヘルム街と直角に交わるフォス街沿いにヘルマン・ゲーリング街（現ゲルトルート・コルマー街）まで西方向に400m以上も延びる細長い新古典様式の建物である。この建物は旧官邸と区別して新総統官邸 (Neue Reichskanzlei) と呼ばれる。
新官邸に設けられた主なものは総統の執務室（広さ400平米）、閣僚会議室、食堂、ナチス党官房長(Chef der Parteikanzlei)マルティン・ボルマン、総統官邸官房長(Chef der Reichskanzlei)ハンス・ハインリヒ・ラマース、大統領府官房長（Chef der Präsidialkanzlei）オットー・マイスナーの執務室等である。地下には車庫や防空室が設けられた。ヒトラーは1939年1月12日に新年祝賀式をここで行い、各国大使、外交官、政府高官、党要人にお披露目をした。

### 終焉

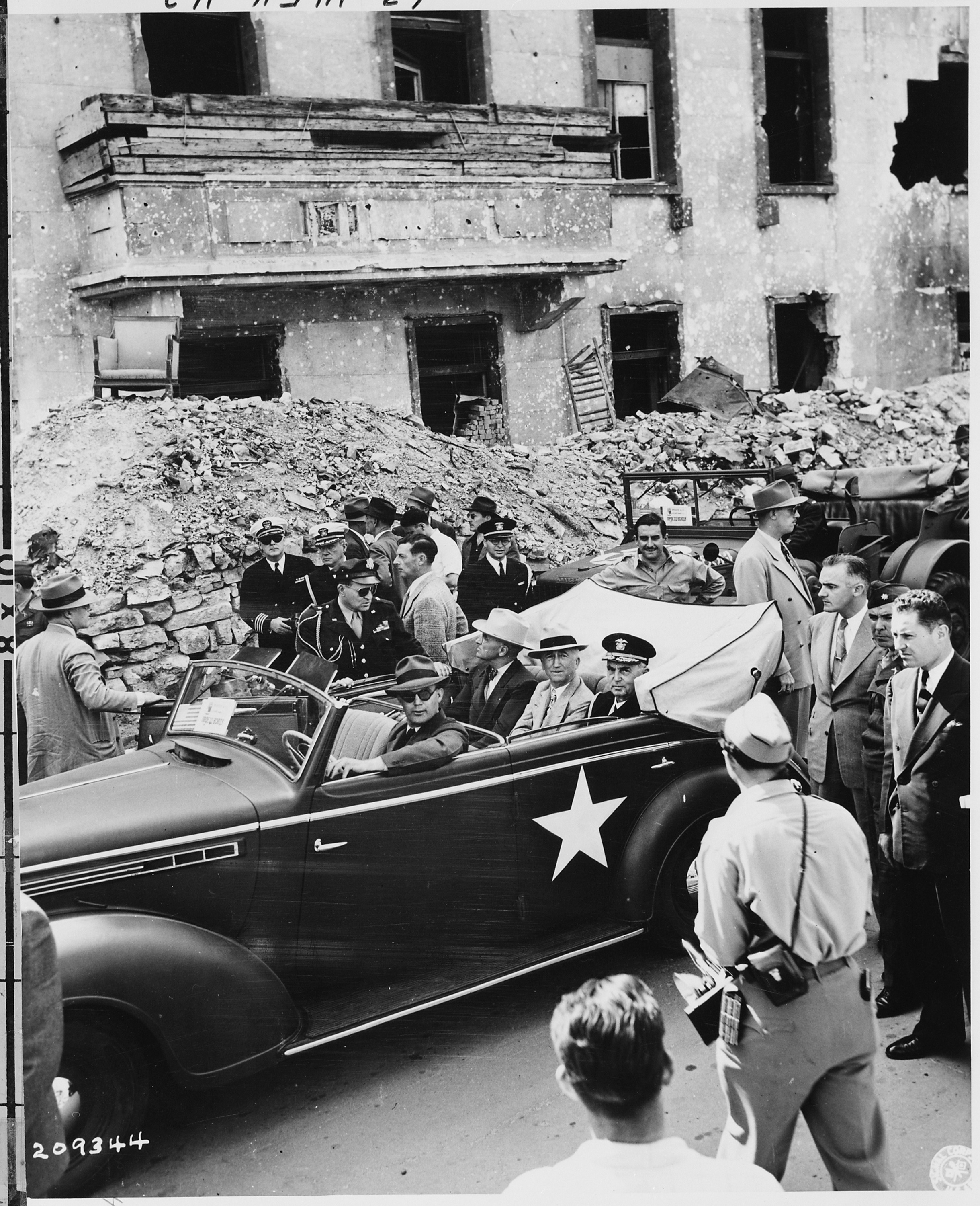
崩壊した総統官邸。背後に総統バルコニーが見える。車の後部座席中央の人物はポツダム会談のためにベルリンを訪れたトルーマン。1945年7月15日

第二次世界大戦が始まると、ヒトラーは前線に近い総統大本営に居住することが多くなり、官邸が使用される頻度は減少した。連合軍によるベルリン空襲が始まると、総統官邸も被害を受けている。
1945年1月15日以降はヒトラーは首相官邸旧館に居住し、ソ連軍のベルリン攻撃が始まると中庭に掘られた総統地下壕に籠もるようになった。1945年4月30日、ヒトラーは総統地下壕で自殺した。5月1日には後継首相に指名されたヨーゼフ・ゲッベルスも自殺し、この建物を使用した最後の首相となった。彼らの遺体は官邸の中庭で焼却されている。5月2日にはソ連軍に占領され、総統官邸としての役目を終えた。

### 戦後

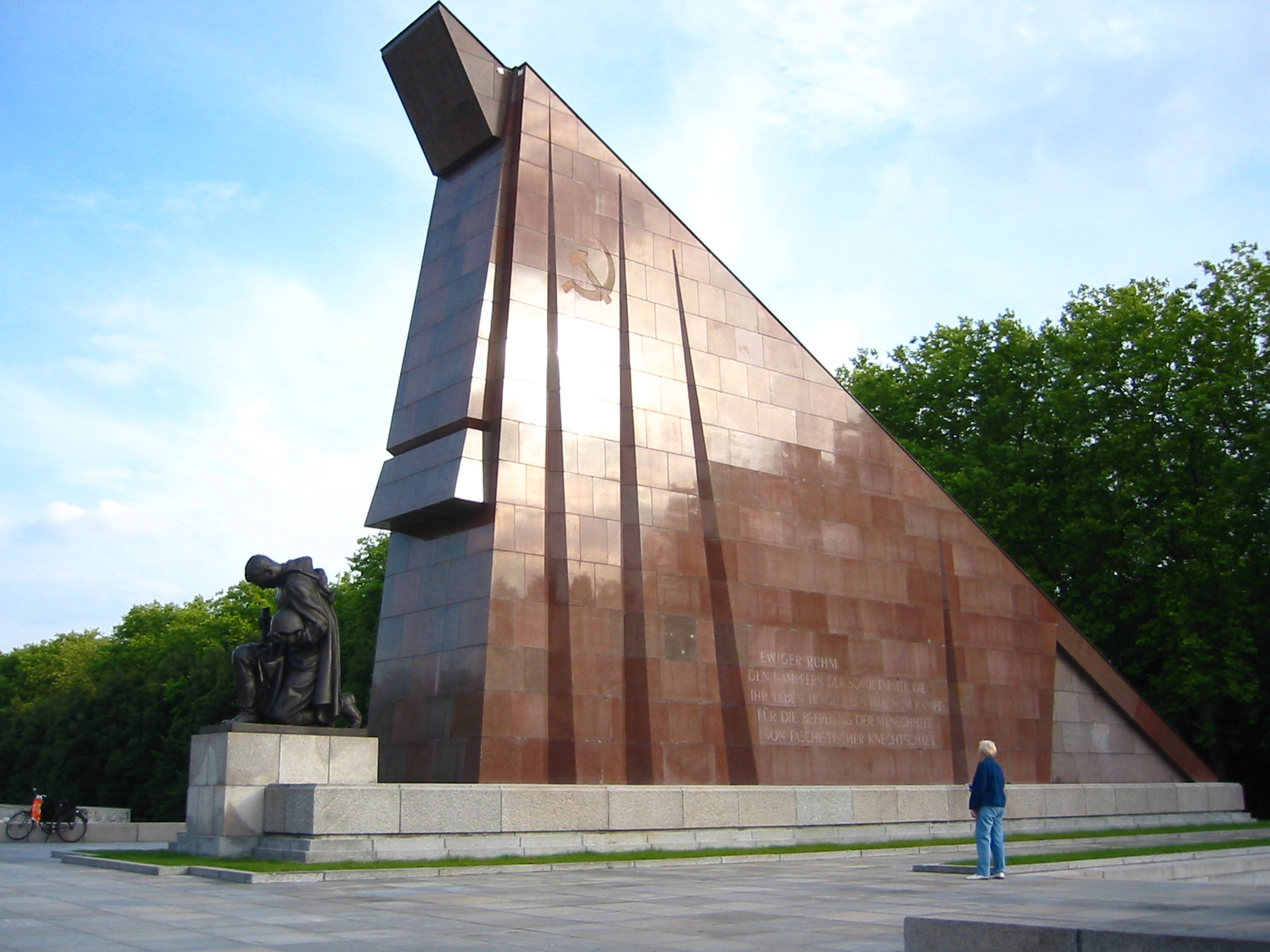
トレプトウ公園に建つソビエト連邦戦没者顕彰碑(Sowjetisches Ehrenmal)
総統官邸の赤い大理石が流用されている

新総統官邸はベルリン空襲での被害は軽微だったものの、ベルリン市街戦で破壊され廃墟となった。在独ソ連軍政府は、総統官邸はナチス体制に深く結びつく建物であり、以後右翼による巡礼地とならないよう解体・撤去するよう指令した。1949年から旧総統官邸が解体され、新総統官邸の解体は1953年まで続けられた。
建物に使用されていた大理石の一部は、ベルリン市南東部のトレプトウ公園(en:Treptower Park)内のソビエト連邦戦没者顕彰碑の一部に使われた。地下鉄モーレン街駅の壁面の赤い石材は総統官邸から転用されたという言い伝えもあるが、地下鉄駅の部材は東ベルリンの復興時にテューリンゲン州の山から直接運ばれたもので、新総統官邸とは関係がない。
撤去された総統官邸の跡地は空き地となり、ベルリンの壁建設後は東ベルリン側に設けられた無人地帯の一部となった。1980年代には、当時オットー・グローテヴォール街と改名されていたヴィルヘルム街沿いの西側に高層住宅が立ち並べられ、官庁街や総統官邸のあった場所とは想像できない姿になった。官庁街の裏手にあった庭園跡地の一部には2005年、虐殺されたヨーロッパのユダヤ人のための記念碑が公開された。近年、地下防空室の一部が発見され話題を呼んだ。

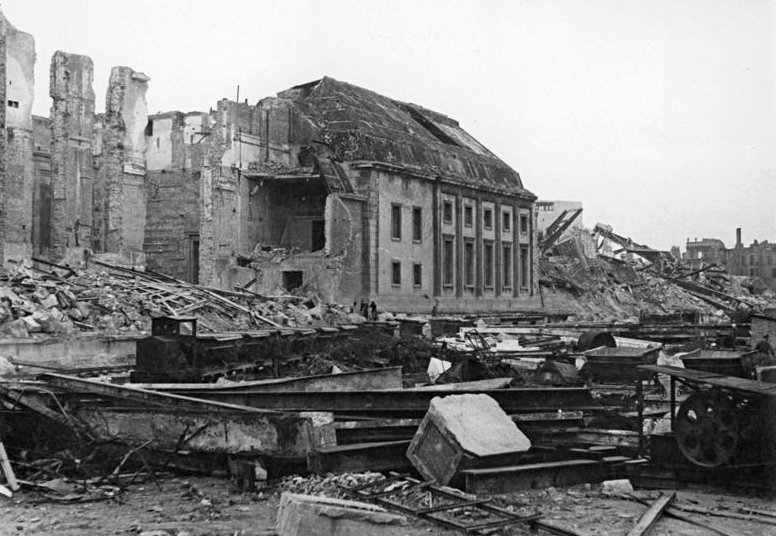
新総統官邸の解体（1950年頃）
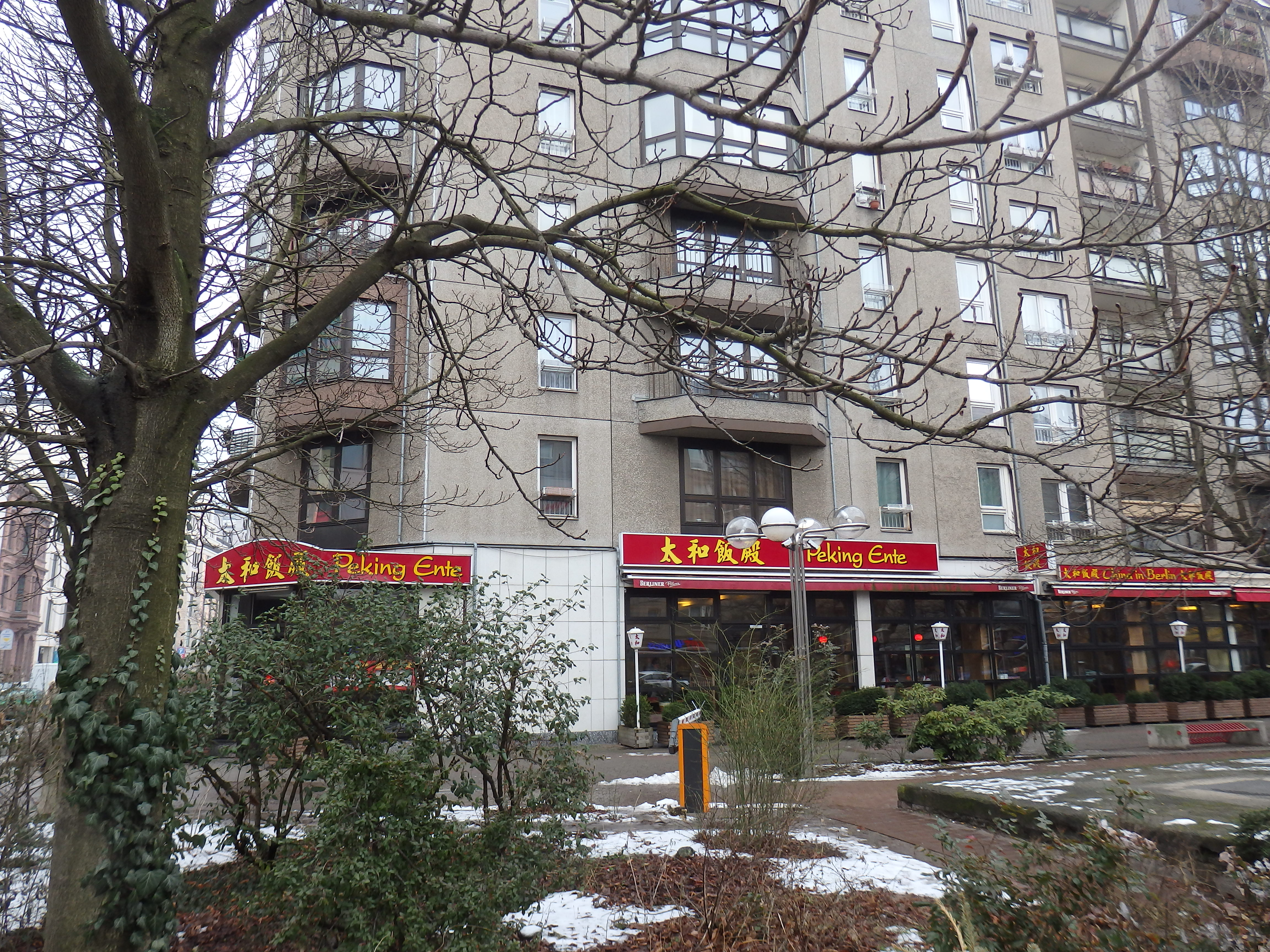
総統官邸跡地に1980年代に建てられた高層住宅
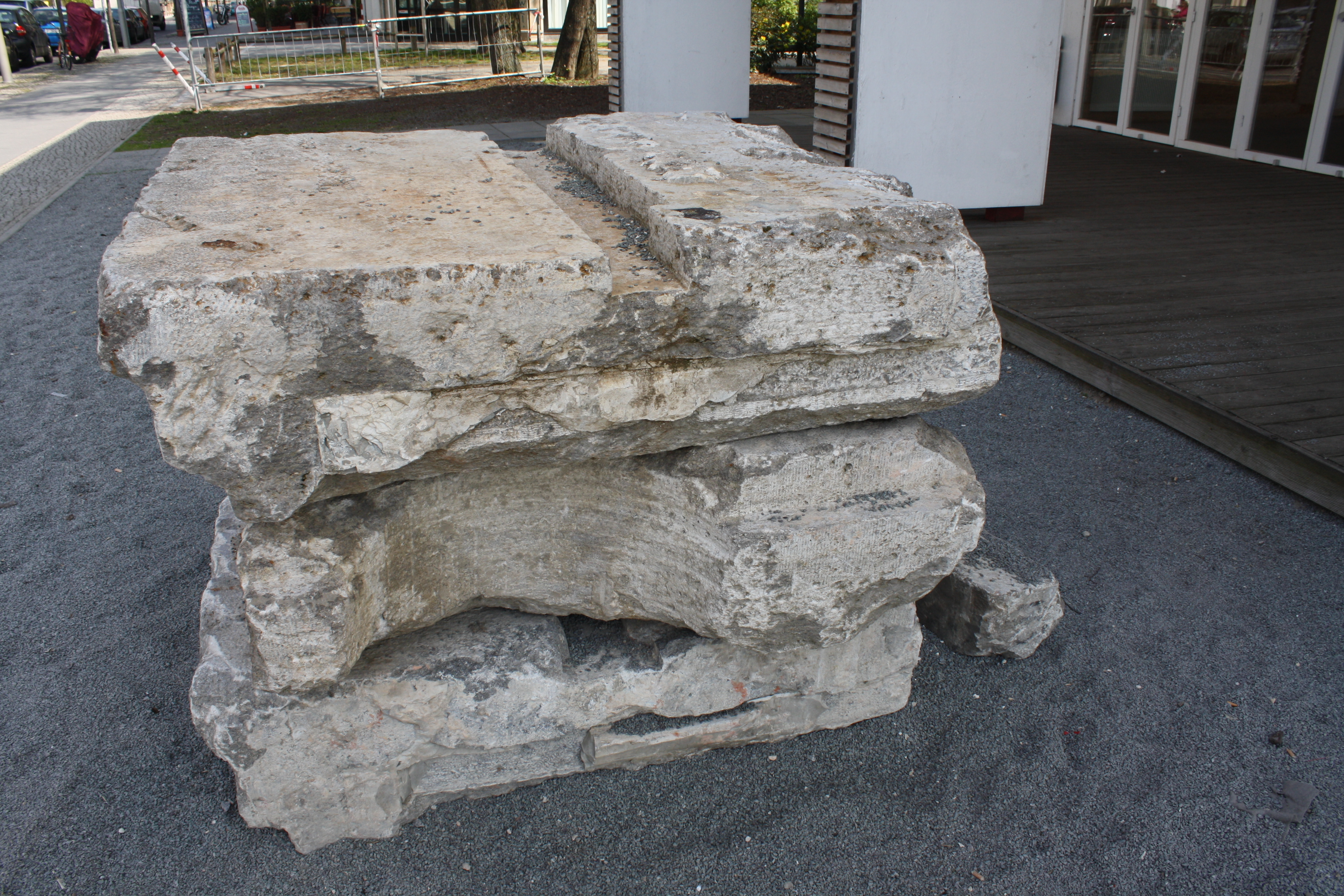
フォス街とエーベルト街の角近くでの工事中に見つかった石材。新総統官邸のものと考えられる
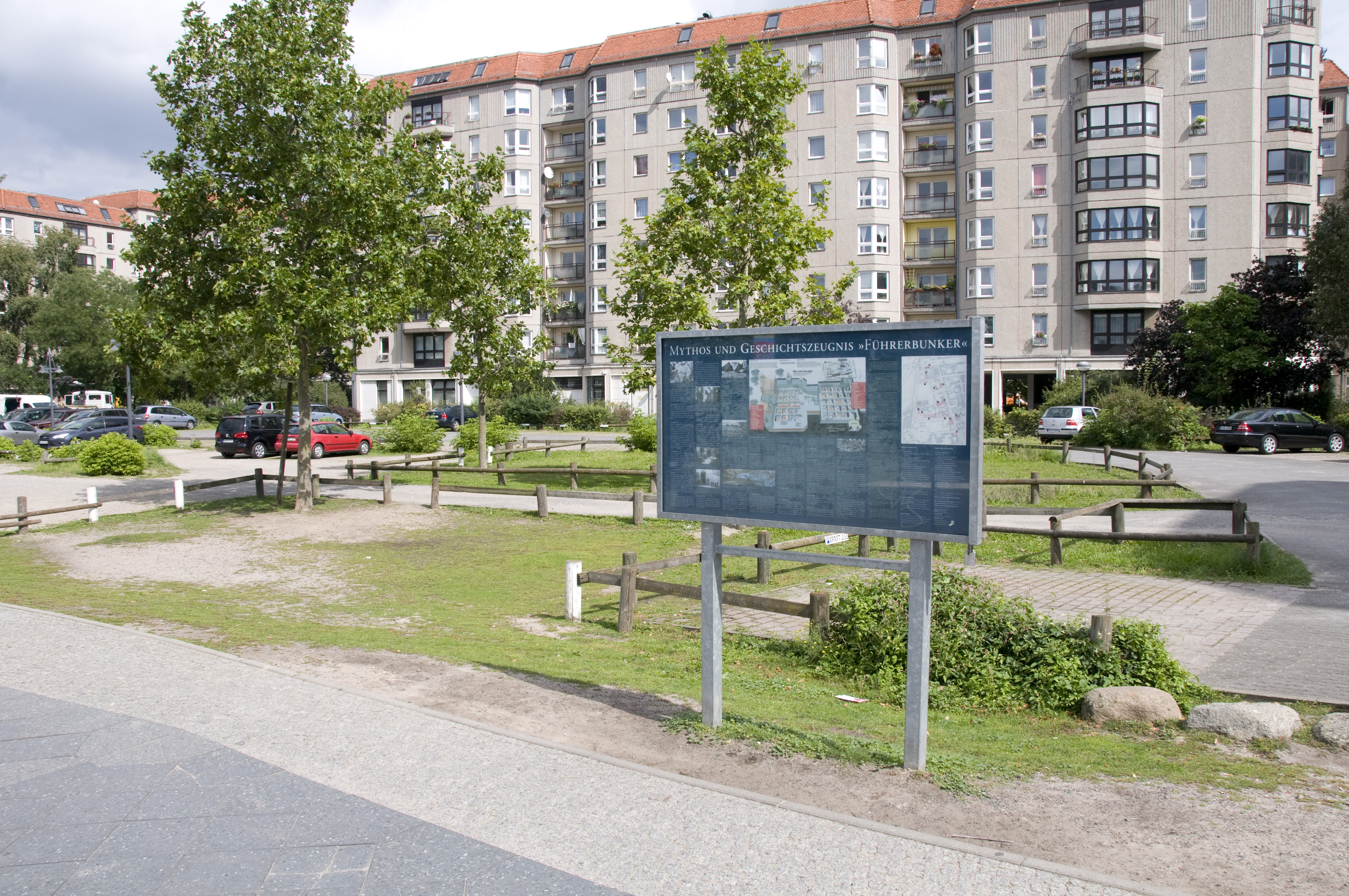
総統地下壕の跡地に建てられた案内板

## 記録
1939年3月にはチェコスロバキア大統領エミール・ハーハを官邸に呼びつけ、モラビア・ボヘミアの割譲を要求した。1942年6月9日には暗殺されたベーメン・メーレン保護領のラインハルト・ハイドリヒ保護領副総督の葬儀が「モザイクの広間」で行われるなどの、歴史の舞台ともなった。
日本人の記録では、1941年に訪独した松岡洋右外相らがヒトラーと共に総統バルコニーで手を振る姿が記録として残されている。新官邸のお披露目の際には駐独逸国日本大使大島浩中将が招待された。1942年4月20日には在留日本人が総統官邸の参観に招待された。この時に「栄誉の中庭」を進む在留邦人の写真は佐貫亦男の著書「追憶のドイツ」に残されている。

## 総統官邸の警備
新総統官邸の完成に伴い衛兵配置も下記のように変更された（一部抜粋）。
1. 第1SS装甲師団 ライプシュタンダーテ・SS・アドルフ・ヒトラーの衛兵部隊及び総統警護隊
  - ヴィルヘルム街に面した新総統官邸の主玄関に儀仗兵 (Ehrenposten) 2名
  - 車寄せのある「栄誉の中庭」の中玄関に儀仗兵2名
  - 屋内の総統の執務室前に儀仗兵2名
  - フォス街に面した三つの主玄関のうちに主玄関（西側）に儀仗兵2名
2. 陸軍衛兵連隊ベルリン (Wachregiment Berlin)
  - 78番地の官邸に儀仗兵2名
  - フォス街にある大統領府への主玄関（東側）に儀仗兵2名
  - フォス街に面して主玄関（中央）に儀仗兵4名
3. ベルリン警察
  - 77番地の官邸（総統居住区）1名
  - 78番地の官邸に2名
  - ヴィルヘルム街とフォス街の角に1名
4. RSD (Reichssicherheitsdienst)
  - 77番地の官邸（総統居住区）7名
  - 階段に1名
  - 玄関ホールに1名
  - エレベーターに1名
5. 突撃隊連隊「フェルトヘレンハレ」(SA-Standarte "Feldherrenhalle")
  - フォス街に2名

## 新総統官邸の画像

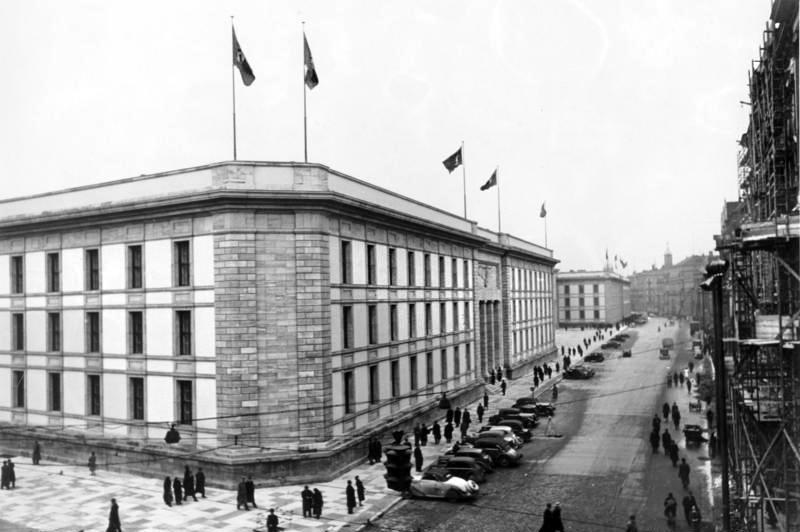
フォス街とヘルマン・ゲーリンク街の角（1939年）
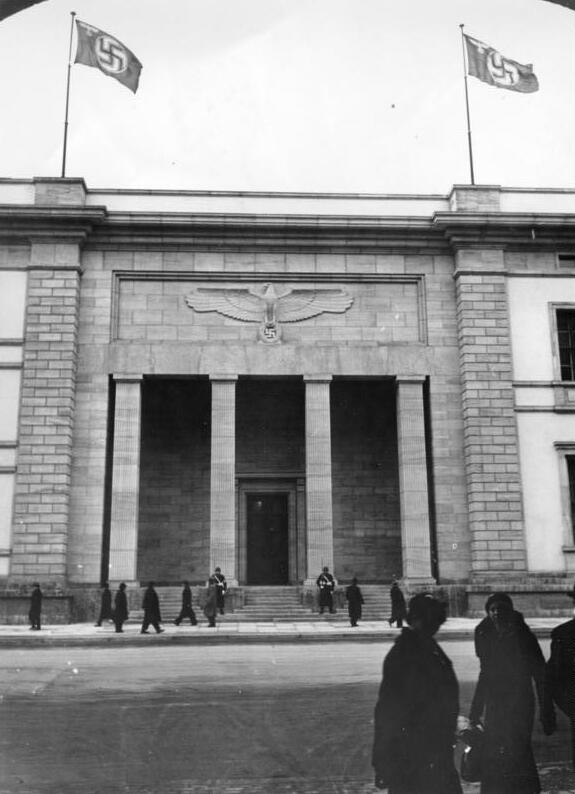
主玄関正面
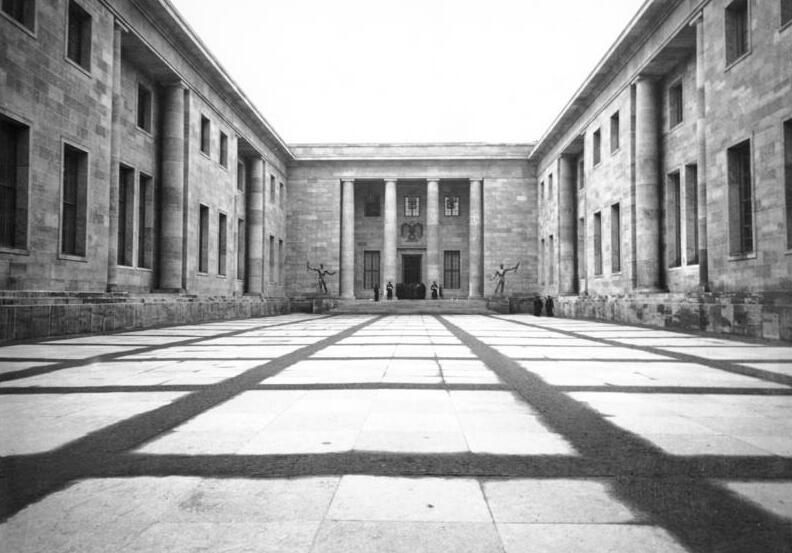
「栄誉の中庭」
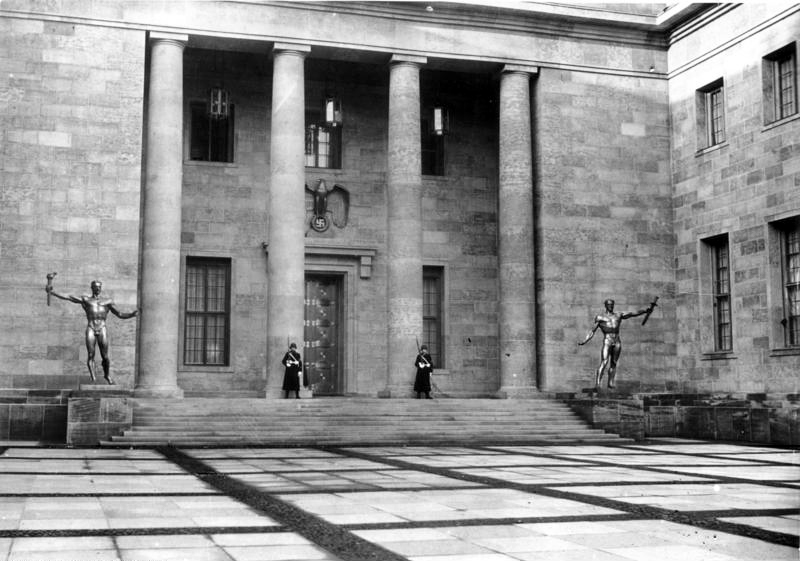
中庭の玄関（1940年）
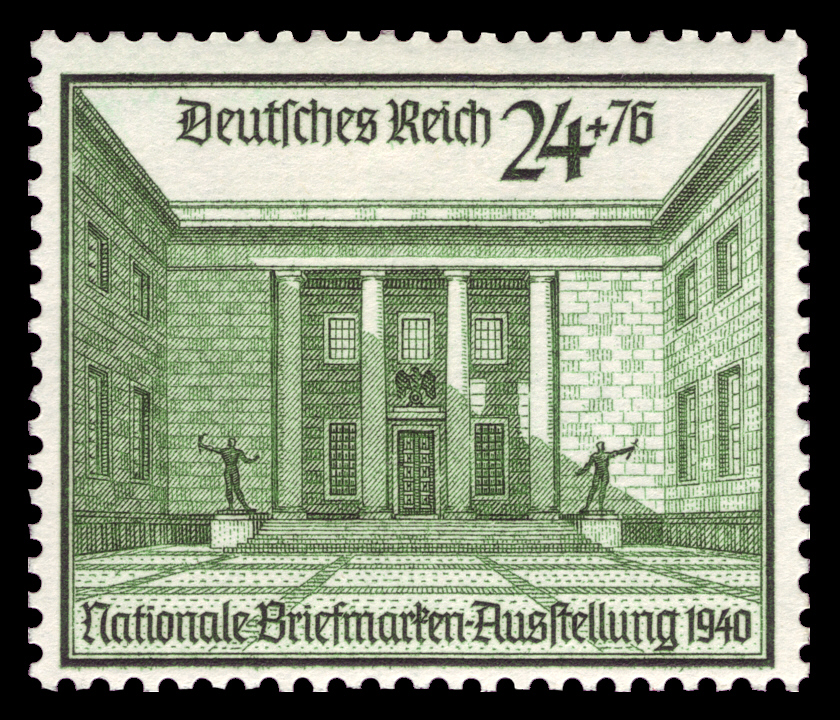
中庭をデザインした当時の記念切手（1940年）
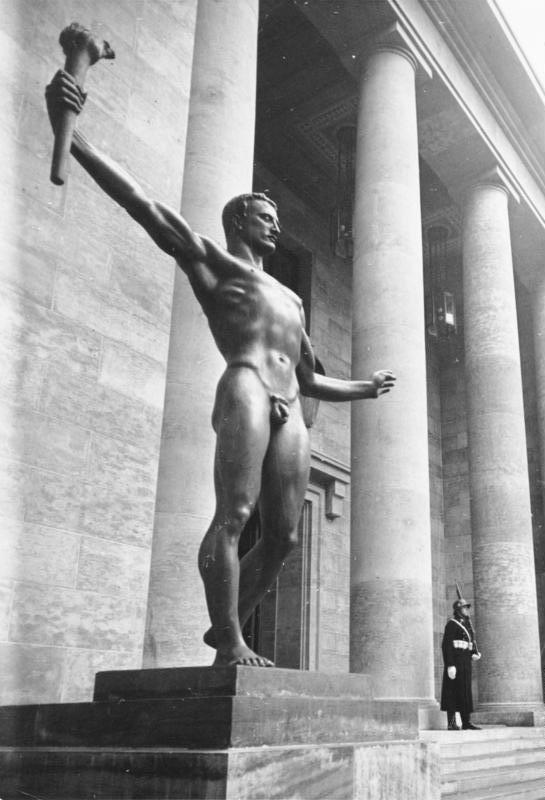
中庭玄関にあったアルノ・ブレーカー『党』の像
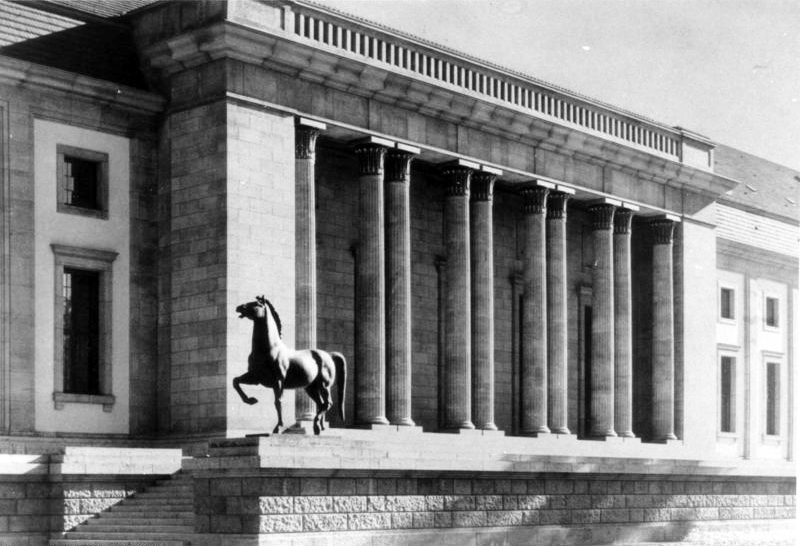
庭園側の正面
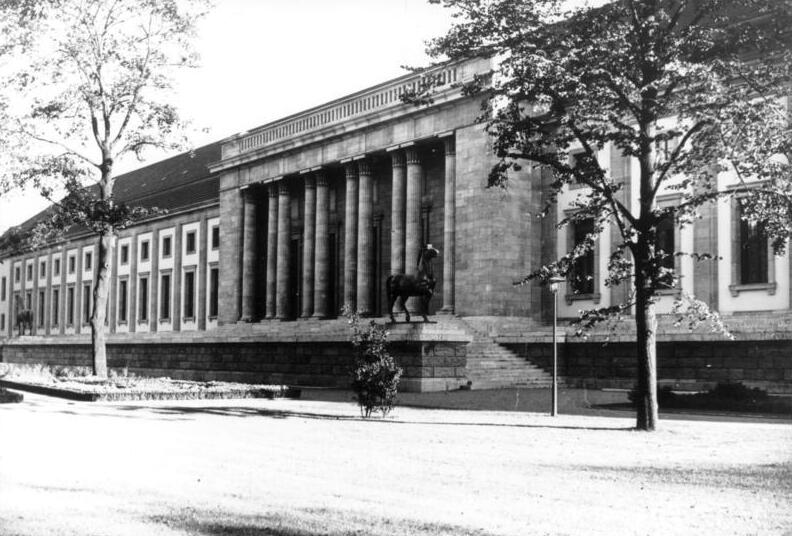
庭園側の正面（1941年）
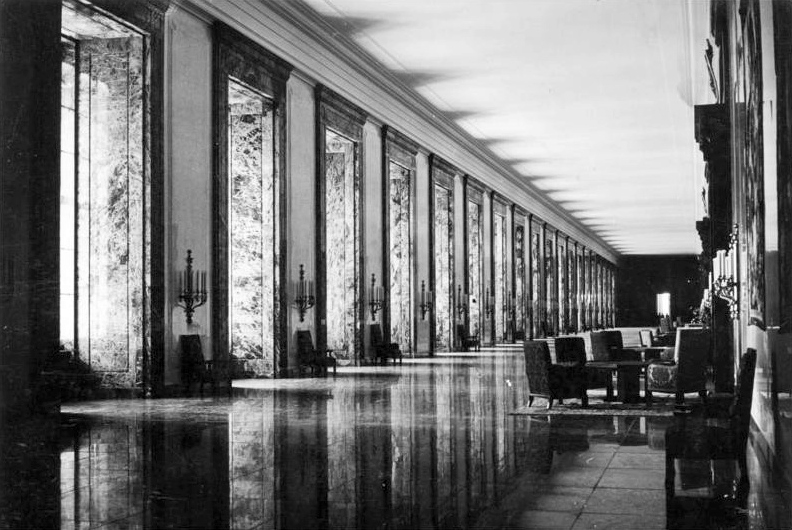
大理石のギャラリー
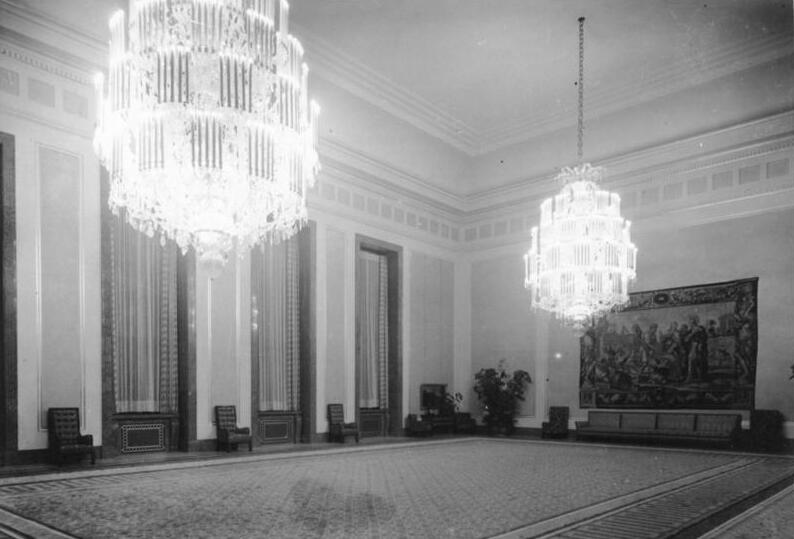
大レセプションホール
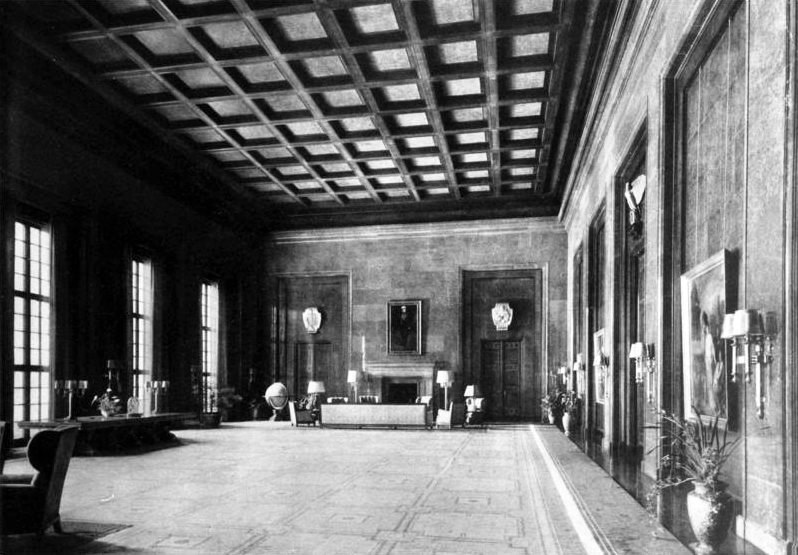
執務室
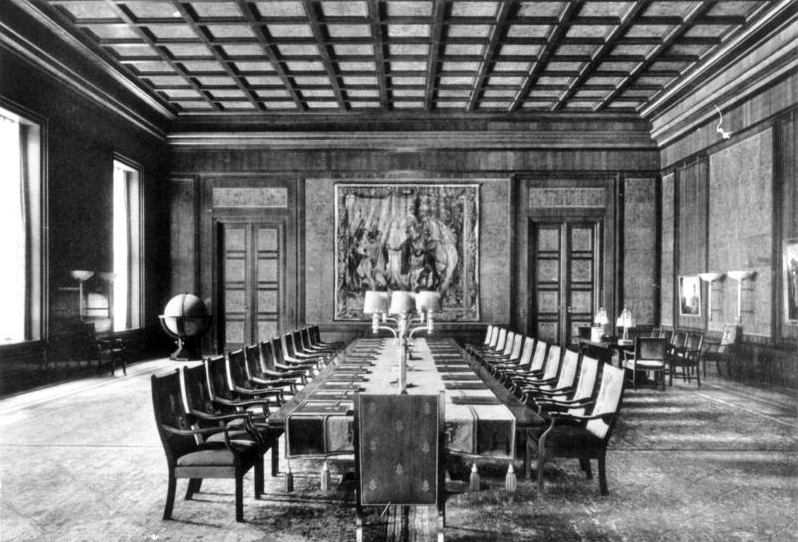
閣僚会議室
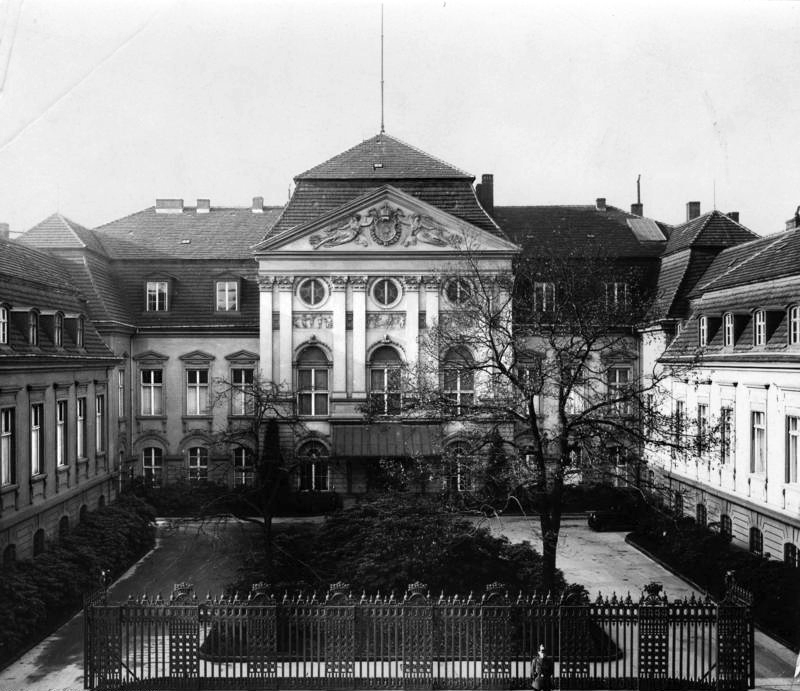
旧首相官邸
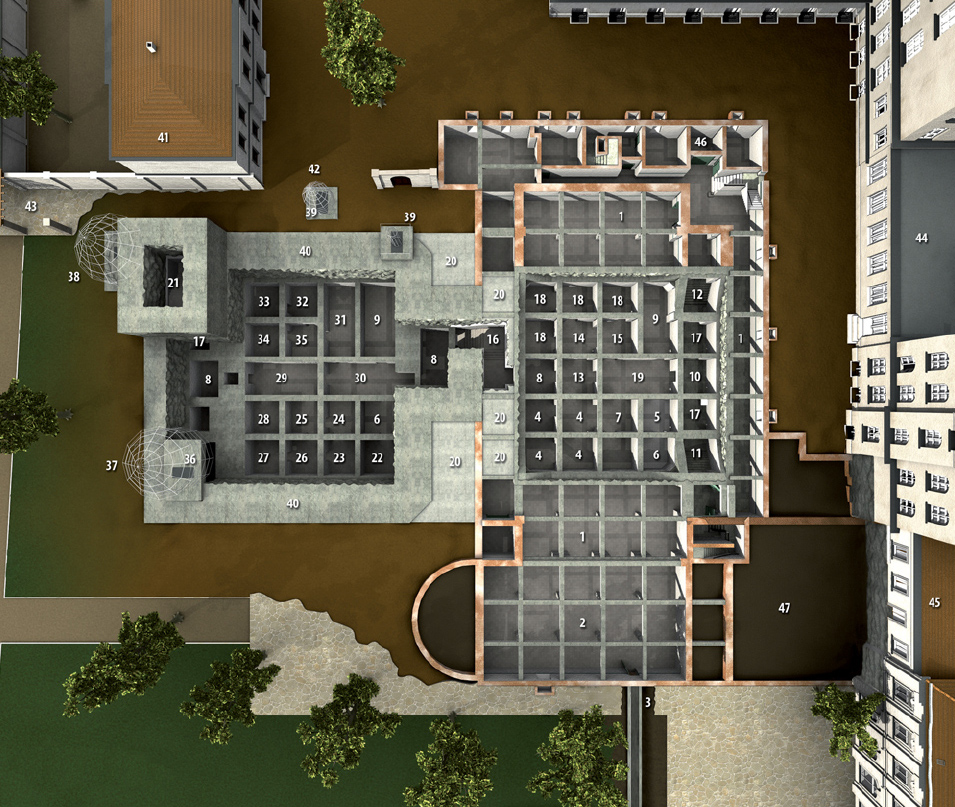
総統地下壕の3Dモデル
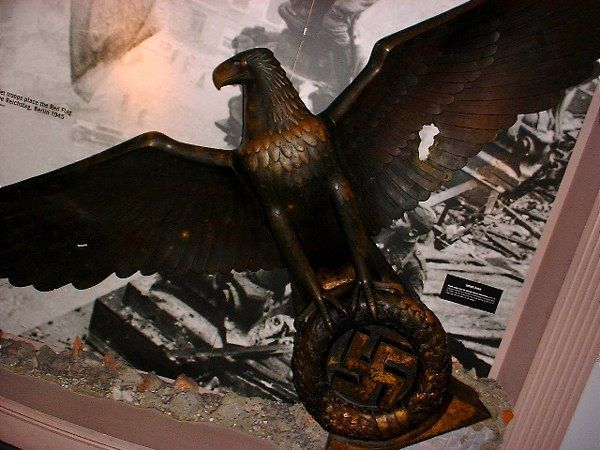
総統官邸にあった青銅の鷲。イギリス戦争博物館所蔵

## その他の総統官邸

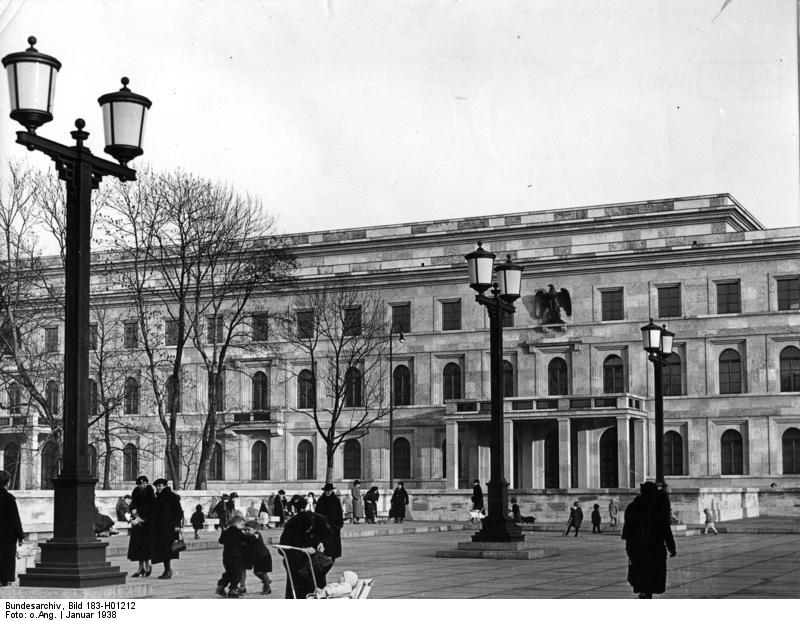
ミュンヘンの総統官邸

ナチス党発祥の地であるミュンヘンにも総統官邸(de:Führerbau)は置かれた。ケーニヒ広場に面したナチス党本部である褐色館の隣に置かれ、地下でつながっていた。現在はミュンヘン音楽・演劇大学の校舎となっている。
また、ヒトラーの別荘（ベルクホーフ）のお膝元であるベルヒテスガーデンには総統官邸のベルヒテスガーデン事務所が設けられた。